# Protection de l'environnement à Montréal

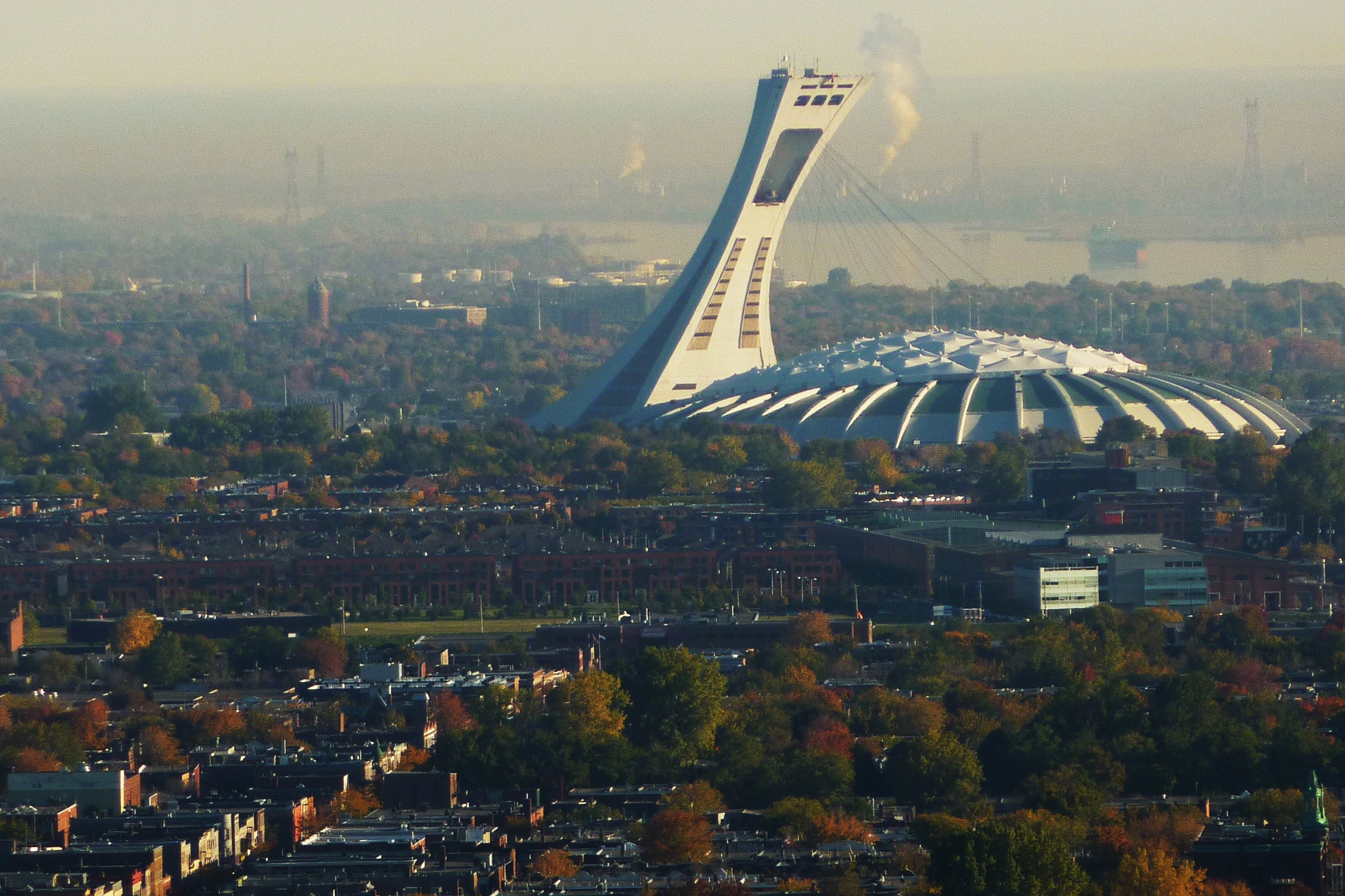
Smog automnale sur l'est de la ville

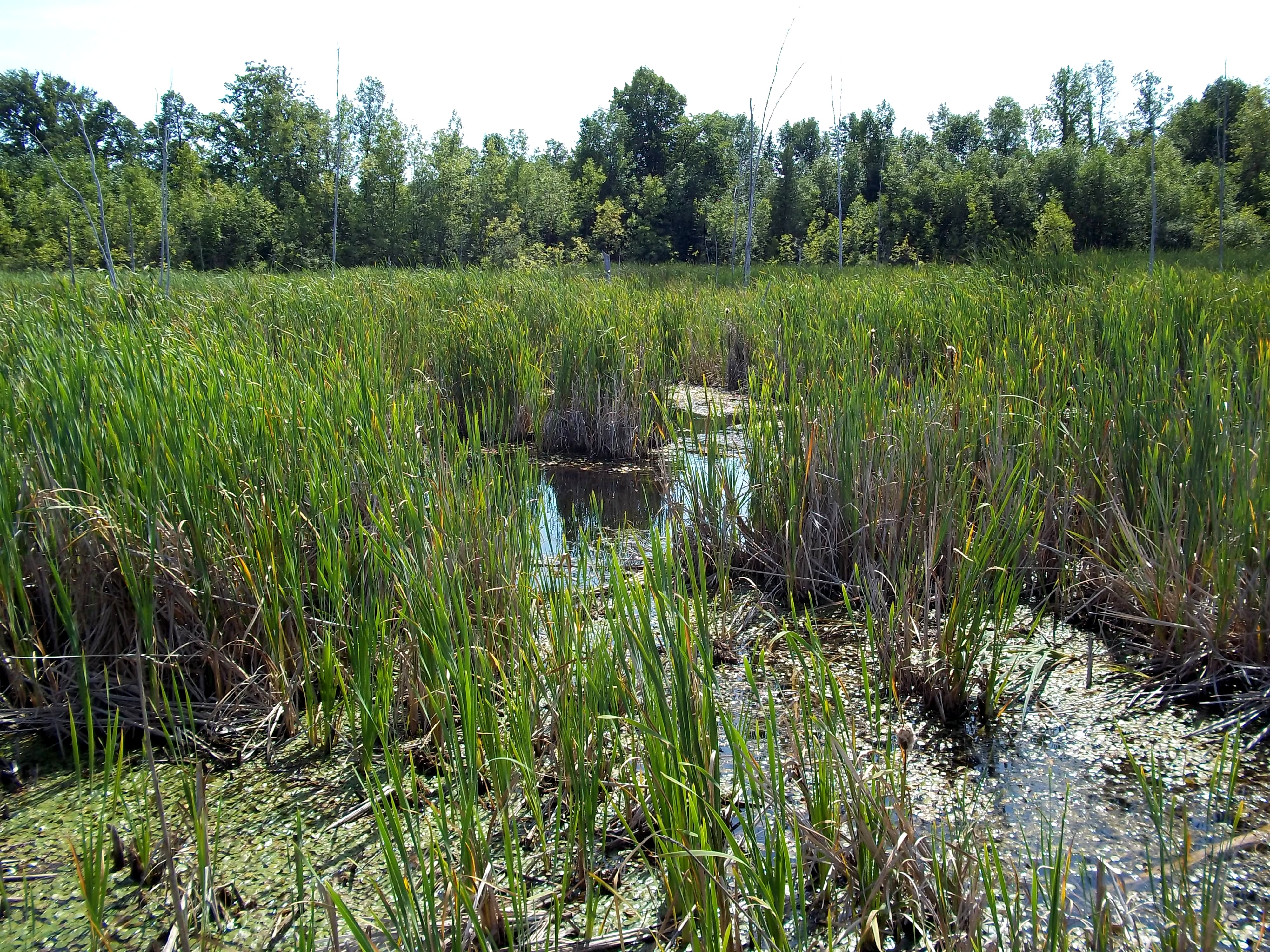
Milieu humide protégé au Parc-nature du Bois-de-L'Île-Bizard

La protection de l'environnement à Montréal englobe l’ensemble des actions mises de l'avant pour mitiger l'impact de l'activité humaine sur les milieux naturels, le climat, la biodiversité et la santé publique de la principale ville du Québec. Montréal est située sur l'une des îles fluviales les plus peuplées du monde. Son développement agricole, industriel et résidentiel, sa motorisation élevée et sa consommation ont une empreinte importante sur son environnement direct, notamment le fleuve Saint-Laurent et sa vallée, et sur l'écologie globale.

## Portrait environnemental

### Pollution atmosphérique et qualité de l’air

#### Polluants et qualité de l'air
La qualité de l'air à Montréal est surveillée par le Réseau de surveillance de la qualité de l'air (RSQA), une équipe de huit personnes qui suit 14 stations sur l'île de Montréal. Ces stations sont dotés d’analyseurs qui mesurent en continu les concentrations de particules fines (PM2,5), l’ozone (O3), le dioxyde de soufre (SO2), les oxydes d’azote (NOx) et le monoxyde de carbone (CO). En 2019, l'organisme avait observé 43 jours où l'air était mauvais, dont 4 jours de smog. 
La qualité de l'air sur l'île de Montréal s'est améliorée au cours des années 2010. Les moyennes en μg/m3 des concentrations annuelles de particules fines dans l'air sont passées de 11,4 μg/m3 en 2009, à 7,0 μg/m3 en 2016 alors que la norme fixée par l’Organisation mondiale de la Santé (OMS) est de 10 μg/m3. En 2011, l'OMS classait Montréal deuxième grande ville la plus polluée du Canada après Sarnia en Ontario. 
Santé Canada estime à 1 540 le nombre de décès prématurés attribuables à la pollution de l'air à Montréal chaque année. La pollution automobile serait responsable de plus de 6 000 cas de bronchites infantiles par an,. Les habitants vivant le long des autoroutes connaissent des taux d'hospitalisation 20 % plus élevés que le reste de la population.

### Pollution des cours d'eau et des eaux souterraines
La qualité de l'eau à Montréal est surveillée par le Réseau de suivi du milieu aquatique (RSMA) qui analyse les cours d'eau, les ruisseaux, les lacs intérieurs et les égouts pluviaux à l'aide de 116 stations. C'est la rivière des Prairies, au nord de l'île, qui affiche la pollution de l'eau la plus élevée ; en 2010, la moitié des stations affichaient des taux bactériologiques trop élevés pour la baignade. 

### Contamination des sols et gestion des matières résiduelles
Cœur industriel du Canada pendant près d'un siècle, la ville compte à l'heure actuelle près de 1 500 terrains contaminés sur son territoire. Parmi les exemples de réhabilitation des sols les plus importants, on peut citer le parc d’entreprises de la Pointe-Saint-Charles, le parc Frédéric-Back, le parc Maisonneuve et le parc Félix-Leclerc, d'anciens lieux d'enfouissement.

### Consommation et gaspillage
La disponibilité de l'eau autour de Montréal en rend la potabilisation et l’assainissement très peu coûteux, moins de 40 ¢ le mètre cube. De plus, la municipalité ne facture pas son eau par volume de consommation mais par lieu via la taxe foncière. Ce faisant, les Montréalais sont parmi les plus gros consommateurs d'eau sur la planète (1 104 litres/personne/jour). Plus que le faible coût de l'eau, cet excès s'explique principalement par les importantes pertes (35 %) des aqueducs vétustes du sous-sol. Ainsi le quart des eaux usées sont en fait de l'eau potable s'infiltrant directement dans les égouts.

### Autres nuisances et risques

#### Pollution sonore
Les arrondissements limitrophes et situés au-dessous du corridor aérien de l'aéroport Montréal-Trudeau, dont Ahuntsic-Cartierville et Saint-Laurent, sont particulièrement victimes de la pollution sonore. Les habitants dénoncent régulièrement le non-respect du couvre-feu aérien entre 23 h et 7 h,[source insuffisante]. Par ailleurs les règlements sur le bruit peuvent être relativement différents selon les arrondissements,,,.

## Protection de l'environnement

### Instances municipales et gouvernementales

#### Service de l’environnement de la ville de Montréal
La ville de Montréal possède un service de l’environnement qui gère les déchets et s'assure de la qualité de l'air, de l'eau, des sols et des aliments dans la ville et son agglomération. Le service encourrait des dépenses de 169 millions $ en 2021 compensés en partie par des revenus de 28 millions $.

### Écologie politique et militantisme

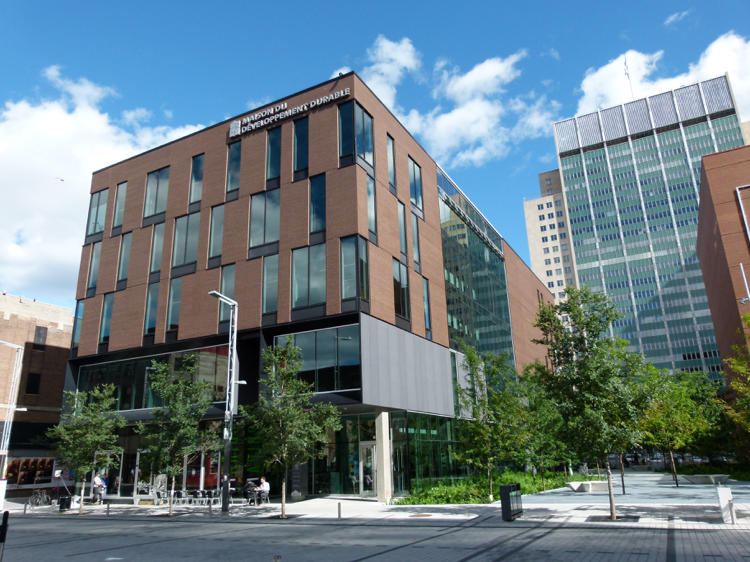
La Maison du développement durable, située au coin des rues Clark et Sainte-Catherine abrite divers organismes à vocation sociale et environnementale

#### Liste des organismes de défense de l'environnement établis à Montréal

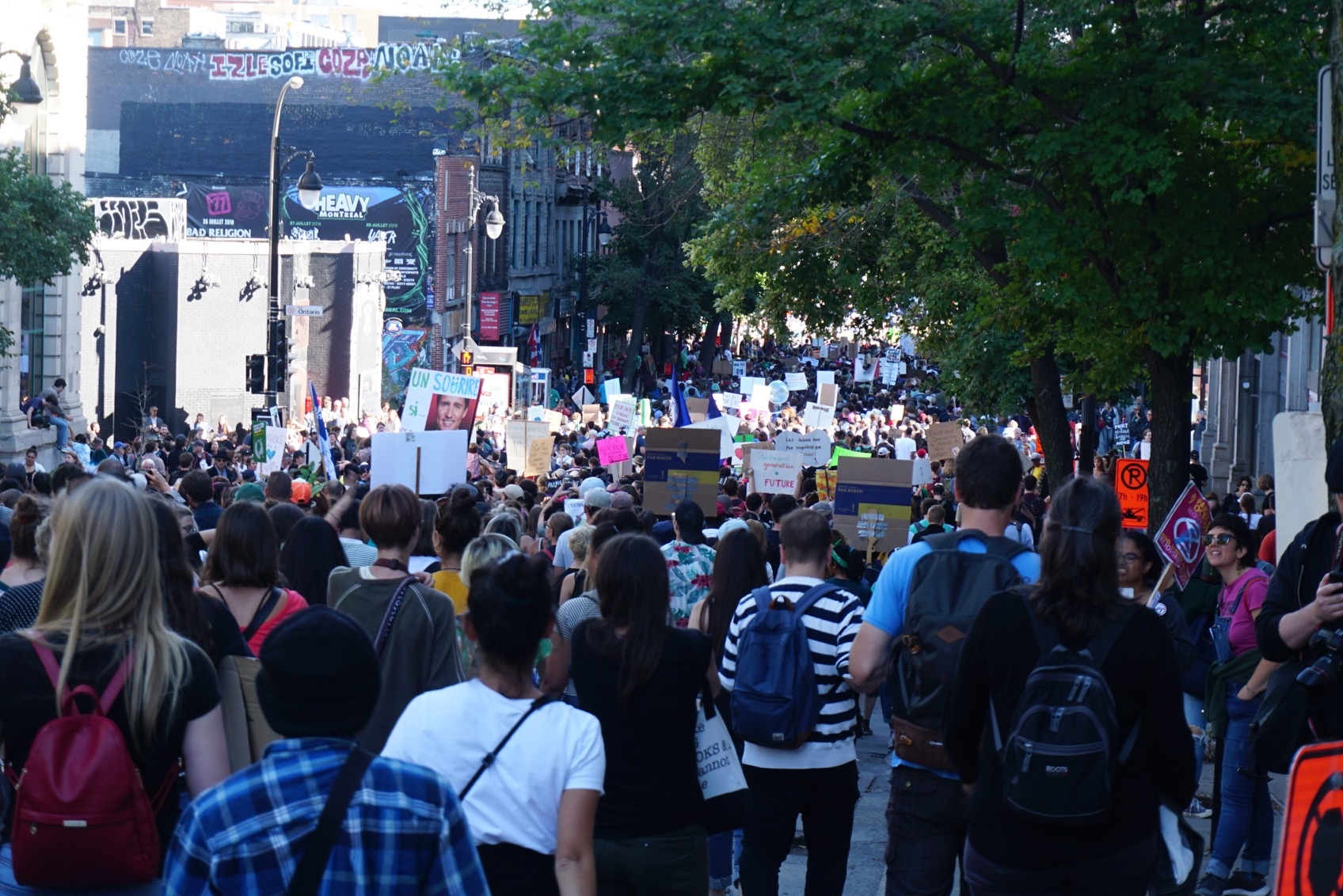
La marche pour le climat du 27 septembre 2019 a rassemblé plus de 500 000 personnes dans les rues de Montréal

- Centre québécois du droit de l’environnement
- Coalition Eau Secours
- Équiterre
- Écosociété
- Greenpeace Québec
- Extinction Rebellion

### Politiques, règlements et lois

#### Règlement 15-069 sur le chauffage au bois
La ville de Montréal lutte depuis plus d'une décennie contre la pollution causée par le chauffage au bois en milieu urbain. Le chauffage au bois constitue la deuxième source d'émission de particules fines (PM2,5) après les transports.
La ville de Montréal a adopté le règlement 15-069 le 24 août 2015 qui interdit depuis son adoption d’utiliser tout appareil à combustible solide sur le territoire de la Ville de Montréal durant les avertissements de smog. Cette interdiction s'est étendue le 1er octobre 2018, il est désormais interdit en tout temps d'utiliser appareil à combustible solide sur le territoire de la Ville de Montréal non certifié CSA/B415.1-10  soit qui n’émet pas plus de 2,5 g/h de particules dans l’atmosphère. Ce règlement n'est pas appliqué lors de pannes d'électricités de plus de 3 heures. 
L'adoption du règlement s'est traduite par la baisse des niveaux de lévoglucosane de 424,4 ng/m3 à l'hiver 2009-2010 à 123,8 ng/m3 en 2018-2019. Durant les smogs hivernaux, les concentrations sont passées de 1816 ng/m3 (2009-2010) à 369 ng/m3 (2017-2018). Montréal a également vue une baisse d'émission des particules fines (PM2,5) durant cette période.

### Milieux naturels protégés, ruelles vertes et canopée
La canopée de la ville, constituée de boisée et d'arbres public, couvrait 22,2% du territoire de la ville en 2017, en progression de 2.8% depuis 2011.

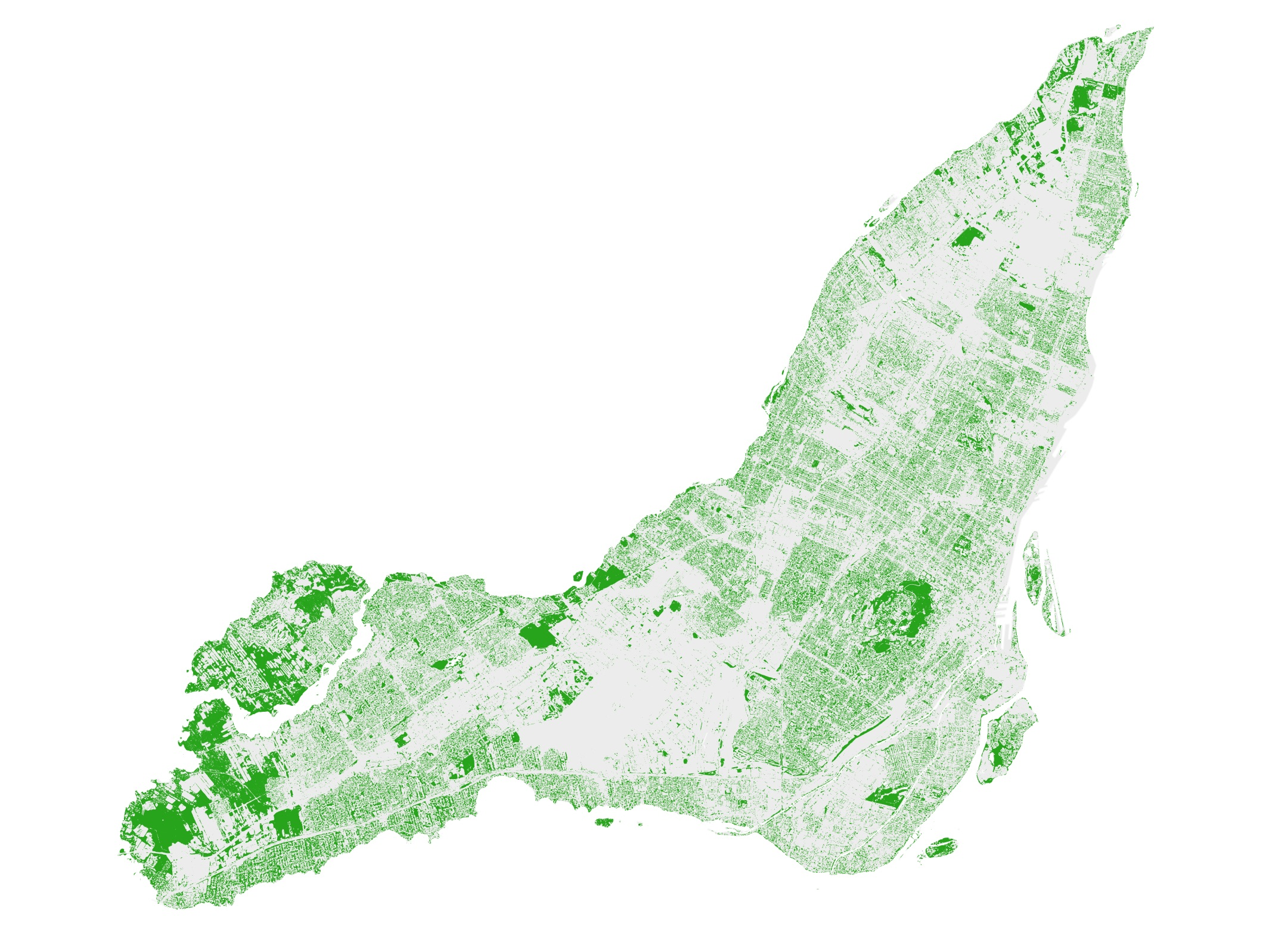
Canopée de l'île de Montréal en 2015